# Paul Bosvelt
Paul Bosvelt (nacido el 26 de marzo de 1970 en Doetinchem, Países Bajos) es un exjugador de fútbol que fue miembro de la Selección de los Países Bajos y perteneció a clubes de su país y de Inglaterra.

## Biografía
Bosvelt debutó en el Go Ahead Eagles en el cual jugó durante cinco años, disputando 139 encuentros y anotando 27 goles. En 1994 fichó por el FC Twente en el cual jugó durante tres años disputando 96 partidos con 21 goles antes de fichar por el Feyenoord de Róterdam en 1997.
Con el Feyenoord disputó un total de 177 encuentro con 33 goles. Ayudó a su equipo a ganar la Eredivisie en 1999 y también en 2002 además de conseguir la Copa de la UEFA, siendo el capitán del equipo.
En el año 2003, Bosvelt se unió al equipo inglés del Manchester City y disputó 53 partidos anotando dos goles en dos años en la Premier League. En 2005 firmó con el SC Heerenveen dos años con los que concluyó su carrera.
Con la selección nacional Bosvelt disputó 24 encuentros entre los cuales se encuentra su participación en la Eurocopa del año 2000 y del año 2004, donde fue llamado como sustituto en el último minuto. Después de este torneo se retiró de la selección nacional.
Bosvelt se retiró el 13 de mayo de 2007 después de la derrota de su equipo por 0-4 ante el Ajax Ámsterdam y habiendo jugado un total de 523 partidos en liga.

## Clubes
| Club               | País         | Año       | Partidos | Goles |
| ------------------ | ------------ | --------- | -------- | ----- |
| Go Ahead Eagles    | Países Bajos | 1989-1994 | 139      | 27    |
| FC Twente          | Países Bajos | 1994-1997 | 96       | 21    |
| Feyenoord          | Países Bajos | 1997-2003 | 177      | 23    |
| Manchester City FC | Inglaterra   | 2003-2005 | 53       | 2     |
| SC Heerenveen      | Países Bajos | 2005-2007 | 58       | 5     |

## Palmarés

### Torneos locales
| Torneo                        | Club      | País         | Año     |
| ----------------------------- | --------- | ------------ | ------- |
| Eredivisie                    | Feyenoord | Países Bajos | 1998-99 |
| Supercopa de los Países Bajos | Feyenoord | Países Bajos | 1999    |

### Torneos internacionales
| Torneo          | Club      | Sede     | Temporada |
| --------------- | --------- | -------- | --------- |
| Copa de la UEFA | Feyenoord | Róterdam | 2001-02   |